# 傑堅
48°16′34″N 22°23′0″E / 48.27611°N 22.38333°E
傑堅（烏克蘭語：Гетен），是烏克蘭西部的村莊，隸屬外喀爾巴阡州的貝雷霍韋區。該村始建於1270年，面積1.28平方公里，海拔高度103米，2001年人口761，人口密度每平方公里595.46人。